# André Bruzy
Pas d'image ? Cliquez ici

a Compétitions nationales et continentales officielles uniquement.

b Matchs officiels uniquement.
André Brouzy dit André Bruzy, né le 9 mars 1910 à Bages et mort le 26 mars 1973 à Perpignan, est un joueur de rugby à XIII international français et de rugby à XV évoluant au poste de pilier.

## Biographie
André Bruzy naît le 9 mars 1910 à Bages dans sa maison d'habitation d'un père, André Brouzy, cultivateur et de Marguerite Ausseuil. Au côté de sa carrière sportive, André Bruzy est officier de police.

## Palmarès

### En tant que joueur de rugby à XIII
- Collectif[1] :
  - Vainqueur de la Coupe d'Europe des nations : 1939 (France).
  - Vainqueur du Championnat de France : 1936 (XIII Catalan).
  - Vainqueur de la Coupe de France : 1939 et 1945 (XIII Catalan).
  - Finaliste du Championnat de France : 1937 (XIII Catalan).
  - Finaliste de la Coupe de France : 1935 et 1937 (XIII Catalan).

### Détails en sélection
| Matchs internationaux d'André Bruzy | Matchs internationaux d'André Bruzy | Matchs internationaux d'André Bruzy | Matchs internationaux d'André Bruzy | Matchs internationaux d'André Bruzy | Matchs internationaux d'André Bruzy | Matchs internationaux d'André Bruzy | Matchs internationaux d'André Bruzy | Matchs internationaux d'André Bruzy | Matchs internationaux d'André Bruzy | Matchs internationaux d'André Bruzy | Matchs internationaux d'André Bruzy |
|                                     | Date                                | Adversaire                          | Résultat                            | Compétition                         | Poste                               | Points                              | Essais                              | Pen.                                | Drops                               |                                     |                                     |
| ----------------------------------- | ----------------------------------- | ----------------------------------- | ----------------------------------- | ----------------------------------- | ----------------------------------- | ----------------------------------- | ----------------------------------- | ----------------------------------- | ----------------------------------- | ----------------------------------- | ----------------------------------- |
| sous les couleurs de la France      |                                     |                                     |                                     |                                     |                                     |                                     |                                     |                                     |                                     |                                     |                                     |
| 1.                                  | 16 février 1936                     | Angleterre                          | 7-25                                | Coupe d'Europe                      | Pilier                              | -                                   | -                                   | -                                   | -                                   |                                     |                                     |
| -                                   | 21 mars 1937                        | Dominion XIII                       | 3-6                                 | Test match                          | Pilier                              | -                                   | -                                   | -                                   | -                                   |                                     |                                     |
| 2.                                  | 10 avril 1937                       | Angleterre                          | 9-23                                | Coupe d'Europe                      | Pilier                              | -                                   | -                                   | -                                   | -                                   |                                     |                                     |
| -                                   | 1er novembre 1937                   | Empire Britannique                  | 0-15                                | Test match                          | Deuxième ligne                      | -                                   | -                                   | -                                   | -                                   |                                     |                                     |
| 3.                                  | 25 février 1939                     | Angleterre                          | 12-9                                | Coupe d'Europe                      | Pilier                              | -                                   | -                                   | -                                   | -                                   |                                     |                                     |
| 4.                                  | 16 avril 1939                       | Pays de Galles                      | 16-10                               | Coupe d'Europe                      | Pilier                              | 3                                   | 1                                   | -                                   | -                                   |                                     |                                     |

### Statistiques
| Saison    | Saison                                              | Championnat                                         | Championnat                                         | Coupe                                               | Coupe                                               | Sélection                                           | Sélection                                           | Sélection                                           | Sélection                                           | Sélection                                           | Sélection                                           |
| Saison    | Saison                                              | Comp.                                               | Class.                                              | Comp.                                               | Class.                                              | Comp.                                               | M                                                   | Pts                                                 | Ess.                                                | Buts                                                | Dp.                                                 |
| --------- | --------------------------------------------------- | --------------------------------------------------- | --------------------------------------------------- | --------------------------------------------------- | --------------------------------------------------- | --------------------------------------------------- | --------------------------------------------------- | --------------------------------------------------- | --------------------------------------------------- | --------------------------------------------------- | --------------------------------------------------- |
| 1934-1935 | XIII Catalan                                        | Championnat de France                               | 6e                                                  | Coupe de France                                     | Finaliste                                           |                                                     |                                                     |                                                     |                                                     |                                                     |                                                     |
| 1935-1936 | XIII Catalan                                        | Championnat de France                               | Vainqueur                                           | Coupe de France                                     | 1/4 finale                                          | CE                                                  | 1                                                   | -                                                   | -                                                   | -                                                   | -                                                   |
| 1936-1937 | XIII Catalan                                        | Championnat de France                               | Finaliste                                           | Coupe de France                                     | Finaliste                                           | CE                                                  | 1                                                   | -                                                   | -                                                   | -                                                   | -                                                   |
| 1937-1938 | XIII Catalan                                        | Championnat de France                               | 1/4 finale                                          | Coupe de France                                     | 1/2 finale                                          |                                                     |                                                     |                                                     |                                                     |                                                     |                                                     |
| 1938-1939 | XIII Catalan                                        | Championnat de France                               | 5e                                                  | Coupe de France                                     | Vainqueur                                           | CE                                                  | 2                                                   | -                                                   | -                                                   | -                                                   | -                                                   |
| 1940-1945 | Interdiction du rugby à XIII, passage au rugby à XV | Interdiction du rugby à XIII, passage au rugby à XV | Interdiction du rugby à XIII, passage au rugby à XV | Interdiction du rugby à XIII, passage au rugby à XV | Interdiction du rugby à XIII, passage au rugby à XV | Interdiction du rugby à XIII, passage au rugby à XV | Interdiction du rugby à XIII, passage au rugby à XV | Interdiction du rugby à XIII, passage au rugby à XV | Interdiction du rugby à XIII, passage au rugby à XV | Interdiction du rugby à XIII, passage au rugby à XV | Interdiction du rugby à XIII, passage au rugby à XV |
| 1944-1945 | XIII Catalan                                        | Championnat de France                               | 1/2 finale                                          | Coupe de France                                     | Vainqueur                                           |                                                     |                                                     |                                                     |                                                     |                                                     |                                                     |